# The Hand of Uncle Sam
The Hand of Uncle Sam è un cortometraggio muto del 1910 diretto da Tom Ricketts. È il film d'esordio per Pauline Bush.

## Produzione
Il film fu prodotto dalla Essanay Film Manufacturing Company. In esterni, il film venne girato a Panama e in Messico.

## Distribuzione
Distribuito dalla Essanay Film Manufacturing Company, il film - un cortometraggio in una bobina di genere drammatico - uscì nelle sale cinematografiche USA il 25 marzo 1910.